# Tranvia Montebelluna-Valdobbiadene
La tranvia Montebelluna-Valdobbiadene, nata per collegare celermente Valdobbiadene con Montebelluna e la rete ferroviaria nazionale, al pari della coeva Montebelluna-Asolo, di cui condivise le sorti, era una linea a trazione elettrica che rappresentò all'epoca un importante strumento di promozione economica dei territori attraversati.
Inaugurata nel 1913, risultò penalizzata dal mancato prolungamento verso Susegana e dal calo di traffici derivato dalla crisi economica successiva al primo dopoguerra, che indusse nel 1931 alla sua soppressione.

## Storia

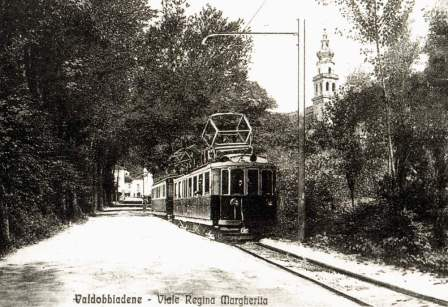
Valdobbiadene - Viale Regina Margherita

Un primo progetto per la realizzazione di una tranvia a vapore Tra Valdobbiadene e Montebelluna fu elaborato nel 1906 a cura di un comitato promotore presieduto dal cavalier Andrea Antonini, titolare di un importante canapificio a Crocetta del Montello, che prese a tal fine contatto con la Società Veneta per la costruzione la gestione di tale impianto.
Presentato dalla Società Veneta il progetto definitivo il 4 agosto 1907, la concessione per la costruzione e l'esercizio di entrambe le tranvie fu oggetto di convenzione stipulata il 9 aprile 1909 approvata con Regio decreto n. 114 del 14 maggio dello stesso anno. La stessa, della durata di 60 anni, prevedeva una sovvenzione chilometrica di 1.900 Lire/anno.
Dopo la solenne cerimonia di inaugurazione delle linee, avvenuta il 3 agosto 1913, con un avviso che recava gli orari del servizio, la Società Veneta comunicò l'apertura all'esercizio delle due linee, che avvenne il successivo 17 agosto.
(Da, La provincia di Padova, Valdobbiadene, 3 agosto 1903)
Con Regio decreto n. 418 del 3 aprile 1913 veniva approvata una nuova conventione con la Società Veneta che prevedeva l'elettrificazione della "tramvia Asolo-Montebelluna-Valdobbiadene", come veniva ufficialmente denominato l'insieme delle due linee
La prima guerra mondiale, ormai alle porte, comportò gravi danni causati dalla vicinanza del fronte, causando la sospensione del servizio tranviario. Il collaudo definitivo, ad opera della stessa Società Veneta, avvenne comunque il 7 maggio 1915. In tale periodo l'autoservizio sostitutivo organizzato dalla ditta Cecconi iniziò a rappresentare una pericolosa alternativa per l'avvenire della tranvia.
Cessate le ostilità e ripreso il servizio, un Decreto legge del 19 ottobre 1923 eliminò i sussidi statali per la tranvia, comportando maggiori esborsi a carico dei comuni attraversati. Ulteriori per la società di gestione derivarono dalla inaugurazione, avvenuta il 25 maggio 1916, della ferrovia Montebelluna-Susegana, che vedeva svanire i ventilati progetti di prolungamento verso Volpago e Ponte della Priula, ove già esisteva la tranvia Susegana-Pieve di Soligo.
Il periodo successivo registrò un costante calo dei viaggiatori trasportati e, conseguentemente, degli introiti per la Società Veneta che in luogo di un ventilato progetto di prolungamento verso Bassano del Grappa optò per la chiusura delle due linee tranviarie, avvenuta il 31 marzo 1931.

## Caratteristiche tecniche
|  |  |  | Unknown route-map component "uexKBHFa" |

|  |  |  | Unknown route-map component "uexBHF" |

|  |  |  | Unknown route-map component "uexBHF" |

|  |  |  | Unknown route-map component "uexHST" |

|  |  |  | Unknown route-map component "uexWBRÜCKE1" |

|  |  |  | Unknown route-map component "uexBHF" |

|  |  |  | Unknown route-map component "uexBHF" |

|  |  |  | Unknown route-map component "uexHST" |

|  |  |  | Unknown route-map component "uexHST" |

|  |  | Continuation backward | Unused straight waterway |  |

|  | Unknown route-map component "uexSTR+l" | Unknown route-map component "emKRZu" | Unknown route-map component "uexSTRr" |  |

| Unknown route-map component "uexCONTgq" | Unknown route-map component "uexABZg+r" | Straight track |  |  |

|  | Unknown route-map component "uexKBHFe" | Station on track |  |  |

|  | Unknown route-map component "CONTgq" | Unknown route-map component "ABZgrxl" | Unknown route-map component "exCONTfq" |  |

|  |  | Continuation forward |

L'intera linea, a scartamento metrico, venne alimentata alla tensione di 975 V, fornita dalla sottostazione elettrica di conversione che si trovava a Montebelluna.
Il binario, collocato a fianco alle strade lungo cui insisteva, lasciava libera "per il carreggio ordinario" una larghezza di almeno 5 metri dalla rotaia interna, provvedendo in caso diverso agli opportuni allargamenti.

### Percorso

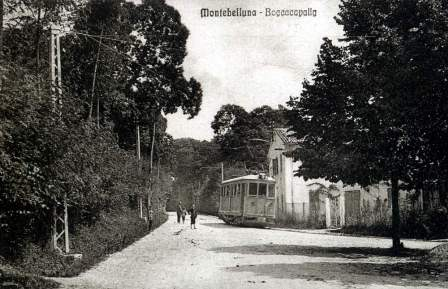
Montebelluna - Tram a Bocca Cavalla

La linea si sviluppava, con pendenze non superiori al 40 per mille, sulla strada comunale detta Bocca Cavalla, sulla strada provinciale Feltrina e sulla strada provinciale di Erizzo nel tratto di passaggio sopra il Piave.
Lasciata la stazione ferroviaria di Montebelluna la tranvia seguiva l'omonima via servendo la cittadina con una stazione, all'uscita della quale i convogli impegnavano il binario che proseguiva verso nord, lasciando alla propria sinistra quello per Asolo. Proseguendo per via Montello veniva scavalcata la Ferrovia Calalzo-Padova in località chiamata Bocca Cavalla, fino a impegnare la via Feltrina, poi strada provinciale 2.
Sulla stesse veniva osservata fermata nella contrada Biadene, in corrispondenza dell'albergo Mancappello, e presso la frazione di Crocetta del Montello denominata Ponte dei Romani, così chiamata dopo la scoperta dei resti di un antico ponte romano durante i lavori di costruzione del canale Brentella condotti nel 1333. Oltrepassato il centro abitato si raggiungeva dunque la stazione di Crocetta Trevigiana, che sorgeva poco dopo il viale Andrea Antonini, poi via Erizzo, in un tratto in affiancamento col canale Brentella stesso. L'edificio all'ingresso della stazione, a 3 piani, recava ai tempi la vistosa pubblicità della birra Pedavena ed è ancora esistente.
In prossimità di Covolo era presente la fermata denominata Covolo-Vidor, dopo la quale il binario impegnava il lungo ponte sul Piave, costruito dalla società Odorico & C e inaugurato inaugurato l'11 giugno 1870 in sostituzione di un precedente antico manufatto che sorgeva poco più a valle. L'abitato di Vidor era servito da una seconda fermata, posta all'altezza del bivio stradale immediatamente a nord del ponte.
Con un rettilineo la tranvia giungeva poi alla stazione di Bigolino, frazione di Valdobbiadene, che disponeva a sua volta di due impianti, una stazione che sorgeva adiacente alla filanda fondata da Pietro Piva nel 1818 (il fabbricato, successivamente rimaneggiato, è ancora esistente mentre nel piazzale dei binari sorge un rivenditore di automobili) e una successiva, di testa, nella centrale piazza Maggiore.

## Materiale rotabile
Per l'esercizio delle due linee tranviarie la Società Veneta acquistò un gruppo di 6 elettromotrici a carrelli di costruzione MAN con equipaggiamento Thomson-Houston, che furono classificate 051÷056. Si trattava di veicoli di prima e seconda classe a scompartimenti separati, rispettivamente da 12 e 18 posti a sedere, caratterizzate da una carrozzeria foderata in teack.
Dotate di massa a vuoto pari a 16,9 t e lunghe 13,08 m, le stesse erano dotate di 2 motori che sviluppavano una potenza complessiva di 71 kW; la velocità massima raggiunta era di 50 km/h. In seguito alla cessazione del servizio tre unità furono cedute alla Ferrovia Genova-Casella.
Le rimorchiate, a carrelli tipo Diamond, acquistate in numero di 4 e leggermente più corte, avevano una struttura della cassa sostanzialmente analoga a quella delle elettromotrici ed erano allestite con posti di sola seconda classe. Dopo il 1931 le stesse furono riutilizzate dalla SV sulla propria linea Rocchette-Asiago.
Completavano la dotazione del parco 3 bagagliai a 2 assi e 17 carri merci di vario tipo.

## Galleria d'immagini

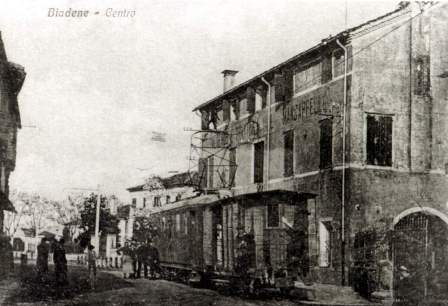
Fermata tranviaria di Biadene
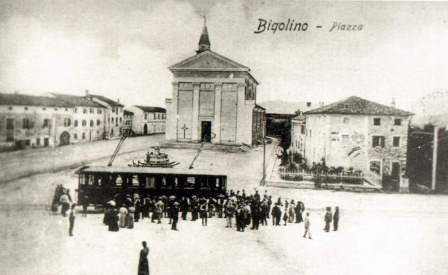
Fermata tranviaria di Bigolino
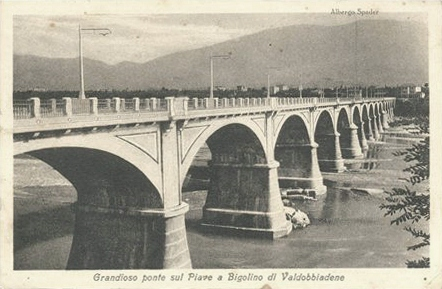
Ponte sul Piave
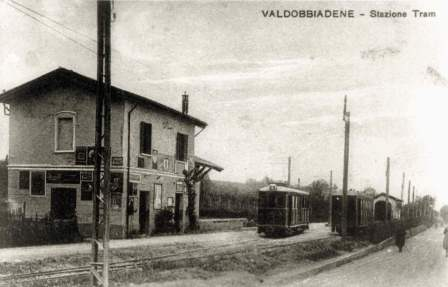
Stazione di Valdobbiadene